# Mollenbeck (westfälisch-badisches Adelsgeschlecht)

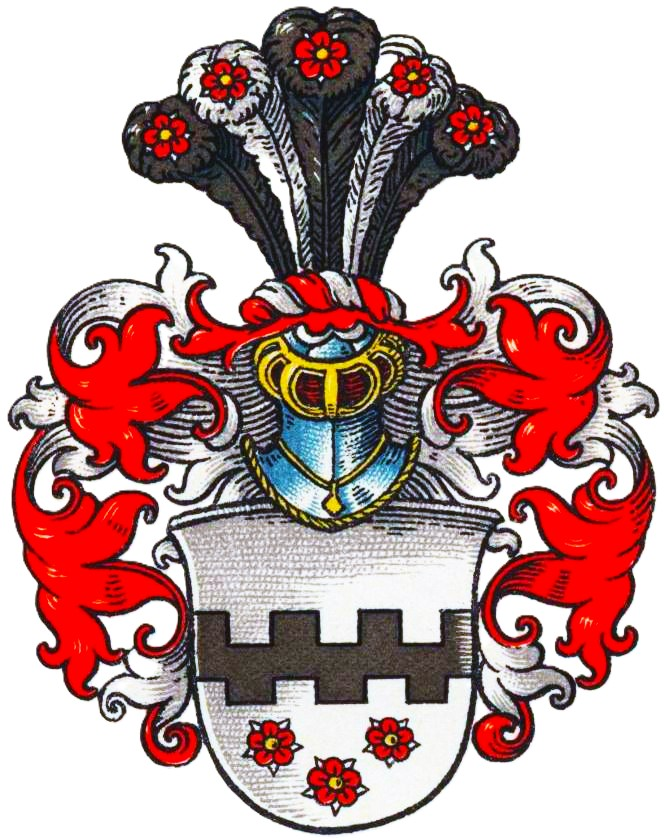
Wappen derer von Möllenbeck im Wappenbuch des Westfälischen Adels

Mollenbeck (auch Möllenbeck, Müllenbach o. ä.) ist der Name eines westfälischen-badischen Adelsgeschlechts.
Die Familie ist von zwei gleichnamigen Adelsgeschlechtern, einer münsterschen und einer lippischen Familie, zu unterscheiden (siehe Mollenbeck).

## Geschichte
Das Geschlecht hatte seinen namensgebenden Stammsitz in Müllenbach im ehemaligen märkischen Amt Neustadt. Dort war die Familie schon 1348 und noch Anfang des 17. Jahrhunderts ansässig. Auch in Gervershagen hatte die Familie 1620 Besitz.
Erstmals erscheint das Geschlecht 1091 mit einem Herr auf Mollenbeck, der nach seiner Nichtbeteiligung am Ersten Kreuzzeug die Kirche in Müllenbach errichtete. Conrad von Mollenbeck war 1436 an der Spitze des münsterschen Adels, der bei Walberg über den Grafen von Hoya siegte. Petrus de Mollenbeck, 1480 Franziskaner in Köln, war als theologischer Schriftsteller bekannt.
Laut Max von Spießen existierte die Familie noch 1606. Ernst Heinrich Kneschke berichtet, dass sich die Familie in Westfalen gegen Ende des 17. Jahrhunderts mit Elisabeth Gertrud von Mollenbeck, 1657–1676 Äbtissin des Stifts Geseke, zu verlieren scheint.
Ein bürgerlicher Zweig der Familie kam über Hessen in das Großherzogtum Baden. Dieser Zweig der Familie leitet seinen Ursprung von Neveling von Mollenbeke, 1524 Senator und Pensionarius der Stadt Lemgo, ab. Dieser war Hauptförderer der dortigen Reformation, die auch sein ebenfalls an der Spitze der Stadt stehender Sohn gegen die Fürsten und Bischöfe der Umgebung verteidigte. Von den Nachkommen waren mehrere unter dem Namen Mollenbecius Professoren des römischen Rechts und Rektoren der Universität Rinteln und Gießen. Ein Enkel des Einen, Johann Jacob Helfrich Mollenbeck, fürstlich-hohenlohe-neuensteinischer geheimer Rat und Komitialgesandter, wurde am 20. August 1797 in den Reichsadelsstand mit Prädikat „von“ erhoben. Dieser war von Seiten der wetterauischen, schwäbischen, fränkischen und westfälischen evangelischen Grafen zum Reichstagsgesandten in Regensburg ernannt worden. Aus dem badischen Zweig war Pirmin von Mollenbeck großherzoglich-badischer Legationssekretär bei der Gesandtschaft am königlich-französischen Hof.

## Persönlichkeiten
- Anton Heinrich Mollenbeck (1622–1693), Rechtswissenschaftler und Hochschullehrer
- Bernhard Ludwig Mollenbeck (1658–1720), Rechtswissenschaftler und Hochschullehrer
- Elisabeth Gertrud von Mollenbeck, 1657–1676 Äbtissin des Stifts Geseke
- Johann Heinrich Mollenbeck (1669–1739), Rechtswissenschaftler und Hochschullehrer
- Johannes Mollenbeck (1592–1624), Rechtswissenschaftler und Hochschullehrer

## Wappen
Blasonierung: In Silber ein oben und unten gezinnter Balken, darunter drei (2:1) rote (oder schwarze) Rose. Auf dem rot-silbern bewulsteten Helm mit rot-silbernen Helmdecken abwechselnd drei schwarze und zwei silberne Straußenfedern, jeder mit einer roten Rose belegt. In älterer Zeit wurden anstatt der drei Rosen drei Sterne geführt.
Die bürgerlichen Akademiker zu Gießen führten einen identischen Schild, als Helmzier jedoch einen offenen schwarzen Flug, dazwischen eine rote Rose. Der 1797 in den Adelsstand erhobene Johann Jakob Helfrich von Mollenbeck führte einen blauen Zinnenbalken und schwarze Rosen im Wappen.